# Nuevo Paraíso (Tumbes)
Nuevo Paraíso es una localidad peruana ubicada en el distrito de Zorritos, perteneciente a la provincia de Contralmirante Villar del departamento de Tumbes, al norte del Perú. 

## Ubicación
Nuevo Paraíso se ubica al norte de la provincia de Contralmirante Villar, en el distrito de Zorritos, en el departamento de Tumbes.

## Demografía
En 2017 Nuevo Paraíso tenía una población de 44 habitantes.
| Gráfica de evolución demográfica de Nuevo Paraíso entre 1993 y 2017 |
|                                                                     |
| Fuentes: Población 1993 y 2017                                      |